# Općina Dojran
Općina Dojran  (makedonski: Општина Дојран) je jedna od 80 općina Sjeverne Makedonije koja se prostire na jugoistoku Sjeverne Makedonije. 
Upravno sjedište ove općine je grad Star Dojran.

## Zemljopisne osobine
Općina Dojran graniči s općinama: Bogdanci na zapadu, te s općinama Valandovo na sjeveru, te državom Grčkom na jugo - istoku.
Ukupna površina Općine Dojran  je 129,16 km².

## Stanovništvo
Općina Dojran  ima 3 426 stanovnika. Po popisu stanovnika iz 2002. nacionalni sastav stanovnika u općini bio je sljedeći; .
- Makedonci  = 2 641 (77,1% )
- Turci  = 402 (11,7% )
- Srbi  = 277 (8,1% )
- ostali= 106 (3,1%)

## Naselja u Općini Dojran
Ukupni broj naselja u općini je 13, od toga je 12 sela i jedan gradić Star Dojran.

## Pogledajte i ovo
- Dojransko jezero
- Sjeverna Makedonija
- Općine Sjeverne Makedonije

## Vanjske poveznice
- Općina Dojran na stranicama Discover Macedonia